# KMFDM
KMFDM je německá kapela založená v roce 1984 multiinstrumentalistou Saschou Konietzkem (pocházejícího z Hamburku) v Paříži původně jako projekt performančního umění. Hraje industrial rock s vlivy techna, dance a EBM. Byla součástí vlny industriální hudby (vedle např. Ministry a Nine Inch Nails), která zasáhla mainstream v 90. letech 20. století. Název je akronym pro „Kein Mitleid für die Mehrheit“, což je slovní hříčka. V roce 2000 se po neshodách mezi členy ohledně budoucího směřování kapela krátce přejmenovala na MDFMK (KMFDM pozpátku).
Charakteristické jsou obaly alb KMFDM ve stylu propagandistických plakátů/letáků.
V roce 1984 vyšlo debutové album s názvem Opium.

## Diskografie
Studiová alba
- Opium (1984)
- What Do You Know, Deutschland? (1986)
- Don't Blow Your Top (1988)
- UAIOE (1989)
- Naïve (1990)
- Money (1992)
- Angst (1993)
- Nihil (1995)
- Xtort (1996)
- Symbols (1997)
- Adios (1999)
- Attak (2002)
- WWIII (2003)
- Hau Ruck (2005)
- Tohuvabohu (2007)
- Blitz (2009)
- WTF?! (2011)
- Kunst (2013)
- Our Time Will Come (2014)
- Hell Yeah! (2017)
- Paradise (2019)
- Hyëna (2022)
- Let Go (2024)

Živá alba
- Sturm & Drang Tour 2002 (2003)
- WWIII Live 2003 (2004)
- We Are KMFDM (2014)

Kompilační alba
- Agogo (1998)
- Retro (1998)
- 84-86 (2004)
- Extra Volume 1 (2008)
- Extra Volume 2 (2008)
- Extra Volume 3 (2008)
- Würst (2010)
- Greatest Shit (2010)

Remixová alba
- Ruck Zuck (2006)
- Brimborium (2008)
- Krieg (2010)

Kolaborační alba
- Sin Sex & Salvation (1994) – KMFDM vs. Pig
- Skold vs. KMFDM (2009) – Tim Skold vs. KMFDM